# Лавров, Василий Михайлович
Васи́лий Миха́йлович Ла́вров (28 декабря 1841, Псковская губерния — 10 октября 1903, Санкт-Петербург) — контр-адмирал, генерал-лейтенант, председатель правления Балтийского завода.

## Биография
Из дворян. Родился 28 декабря 1841 года в своём родовом имении в Псковской губернии. Сын адмирала Михаила Андреевича (Андриановича) Лаврова. Брат адмирала И. М. Лаврова. Воспитывался в Морском кадетском корпусе, куда был принят в 1855 году пансионером имени адмирала Нахимова. В 1861 году был произведён по экзамену в гардемарины флота, с зачислением в 3-й флотский экипаж.
В 1861—1862 году на корвете «Богатырь» под командой капитана 2-го ранга П. А. Чебышёва вышел из Кронштадта в Нагасаки, где был переведён на канонерскую лодку «Морж». На канонерке совершил плавания по Китайскому и Японскому морям. В 1862 году назначен на корвет «Рында» под командованием, сначала капитан-лейтенанта Г. П. Сфурса-Жиркевича, затем лейтенанта В. Г. Басаргина. 18 ноября 1863 года получил первый офицерский чин — мичман. В ходе экспедиции на корвете в составе эскадры адмирала А. А. Попова посетил Сан-Франциско, и 25 октября 1864 года вернулся в Ревель, тем самым завершив кругосветное плавание.
В 1865 году переведён в Сибирскую флотилию, назначен вахтенным начальником шхуны «Алеут» под командованием лейтенанта А. А. Этолина. В это же время принимал участие в так называемой манзовской войне — изгнании хунхузов из Южно-Уссурийского края. С 6 июля этого же года назначен старшим офицером шхуны «Алеут». С 1868 года по 1873 года командовал этой шхуной. На шхуне совершил плавания по Южным гаваням и по портам Восточного Океана. 13 (25) сентября 1874 года назначен исправляющим должность капитана портов Восточного океана. 1 января 1876 года произведён в чин капитан-лейтенанта с утверждением в должности капитана над портами Восточного океана. Был одним из главных деятелей по устройству Владивостока, положив основание к его будущему экономическому благосостоянию, и принял деятельное и непосредственное участие по постройке Владивостокского порта. 6 (18) мая 1884 года «во внимание к отлично-усердной службе» объявлено Монаршее благоволение.
В продолжении своей службы, 1 сентября 1885 года назначен командиром клипера «Абрек». 26 февраля 1885 года произведён в чин капитана 2-го ранга. С 31 октября 1887 года занимал должность старшего помощника командира Владивостокского порта. 1 (13) января 1889 года произведен в капитаны 1-го ранга.  В Сибирской флотилии прослужил до 1890 года. Являлся членом строительного комитета по возведению музея Общества изучения Амурского края (ОИАК).
4 апреля 1890 года переведён на Балтийское море. Командовал броненосцем береговой обороны «Адмирал Лазарев», в то же время был командующим 4-м флотским экипажем крейсером 1-го ранга «Адмирал Нахимов». Был командиром 6-м флотским экипажем, крейсером «Герцог Эдинбургский», а также командиром 10-го флотского экипажа.
В 1895 году он был назначен председателем Балтийского судостроительного и механического завода и в том же году произведён в контр-адмиралы. С 5 июня 1896 года — временно исполняющий должность командира Санкт-Петербургского порта, заслужил Монаршее благоволение за хорошее состояние и порядок на броненосце «Сисой Великий». 1 января 1902 года за отличие произведён в генерал-лейтенанты по Адмиралтейству.
Скончался 10 октября 1903 года в Санкт-Петербурге. Похоронен на Смоленском православном кладбище. 13 ноября 1903 года исключён из списков умершим.

## Объекты, названные в честь Лаврова
- Лаврова, мыс, в вершине гавани Тихая Пристань, залива Ольги. Обследован в 1879 г. М. А. Клыковым и В. Г. Половцевым[4].
- Тогда же назван по фамилии капитана над портами Восточного округа капитана 2 ранга В. М. Лаврова, Остров Лаврова[4].
- Бухта Лаврова на северо-восточном побережье Камчатки, наименование получила от Ф. К. Гека в 1885 году[5][4].

## Адреса проживания
- 1895, К1р, Кроншт, 10й ФЭ
- 1901, К-адм, СПб, Торговая, 25, Тлфн

## Комментарии
1. ↑  Ударение в фамилии поставлено согласно традиционного местного произношения названия бухты Лаврова на Камчатке[1].